# João Justino de Medeiros Silva
João Justino de Medeiros Silva (Juiz de Fora, 22 de dezembro de 1966) é um bispo católico brasileiro e arcebispo de Goiânia. Filho de Justino Emílio de Medeiros Silva e de Maria de Lourdes de Medeiros Silva, foi ordenado padre em 13 de novembro de 1992.

## Episcopado
Aos 21 de dezembro de 2011 foi nomeado pelo Papa Bento XVI como bispo auxiliar da Arquidiocese de Belo Horizonte. Foi ordenado bispo em 11 de fevereiro de 2012, por Dom Walmor Oliveira de Azevedo, na Catedral Santo Antônio, em sua cidade natal.
Em 22 de fevereiro de 2017, foi nomeado pelo Papa Francisco, como arcebispo coadjutor de Montes Claros, tornando-se arcebispo metropolitano em 21 de novembro de 2018.
No dia 8 de maio de 2019 foi reeleito para o cargo de presidente da Comissão Episcopal Pastoral para a Cultura e Educação da Conferência Nacional dos Bispos do Brasil (CNBB), período a concluir-se em 2023.
No dia 9 de dezembro de 2021 foi nomeado arcebispo de Goiânia A posse canônica de Dom João Justino de Medeiros aconteceu no dia 16 de fevereiro de 2022, no Santuário Basílica Sagrada Família.
No dia 25 de abril de 2023, durante a 60° Assembleia Geral da CNBB, foi eleito seu 1° vice-presidente da CNBB para o período de 2023-2027.